# Casa della Calce

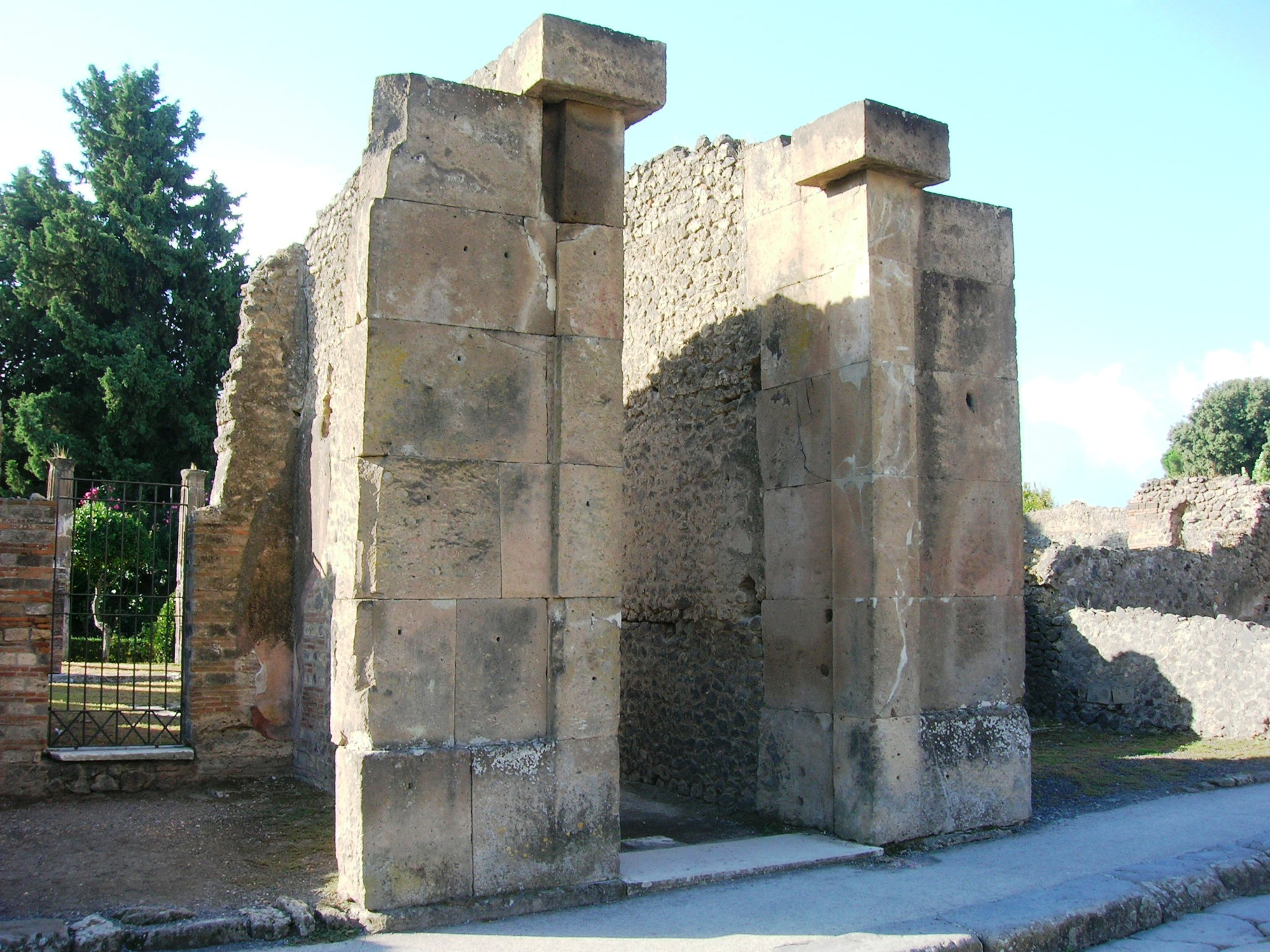
Der Eingang des Hauses

Die Casa della Calce (Kalksteinhaus), auch Casa di Popidius Celsinus oder Casa dell’Imperatore Francesco d’Austria (der Kaiser von Österreich besuchte die Ausgrabungen), ist ein Haus in Pompeji (VIII 5.28), das mehrmals das Ziel von Ausgrabungen (1815, 1819, 1826, 1838, 1874, 1882 und 1943) war. Weil die Untersuchungen zu einer Zeit stattfanden, als nur vergleichsweise wenig dokumentiert wurde, ist nur wenig von der einstigen Ausstattung des Hauses bekannt. Es bereitet oftmals Schwierigkeiten, Zeichnungen, die im 19. Jahrhundert von bestimmten Wandmalereien gemacht wurden, bestimmten Häusern zuzuordnen, da Fundortangaben fehlen oder sehr vage sind. Auf der Fassade des Hauses wird ein gewisser Fucus genannt, der als Eigentümer vermutet wurde.

## Beschreibung
Zur Zeit des Vulkanausbruches von 79 n. Chr. war das Haus in einer Phase des Umbaues. Es kann über die Fauces betreten werden, von wo man in das Atrium gelangt. Darum herum sind diverse Räume angeordnet, die einst im 4. Stil ausgemalt waren. Wenig ist zu diesen heute verlorenen Wandmalereien bekannt. Die Wände des Atriums waren dagegen unverputzt. Im Zentrum des Atriums befinden sich das Impluvium und auch eine unterirdische Zisterne. Im hinteren Bereich des Hauses befindet sich das Peristyl mit ionisches Säulen, neun davon in Tuff, eine aus Marmor.

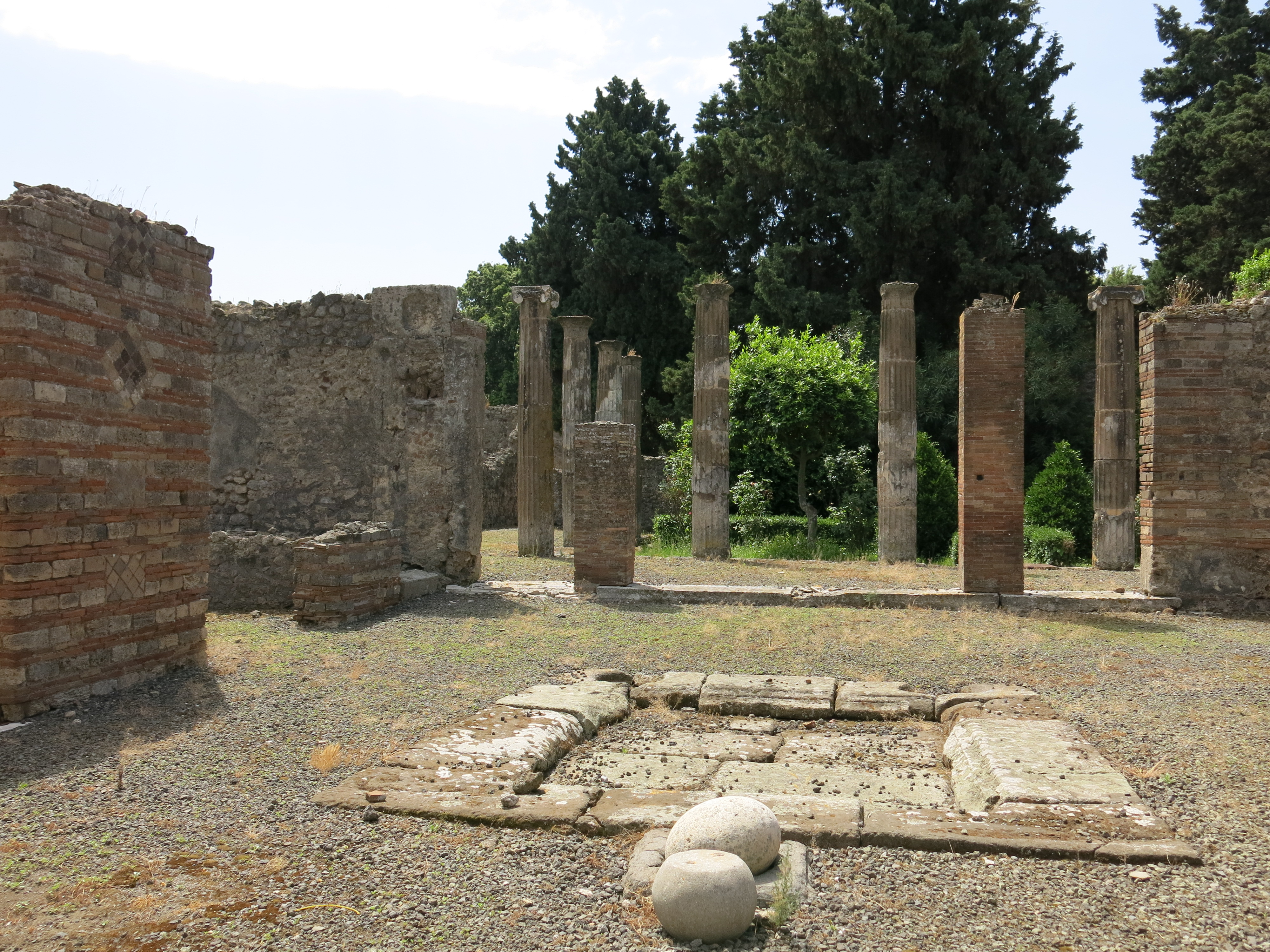
Blick auf das Atrium
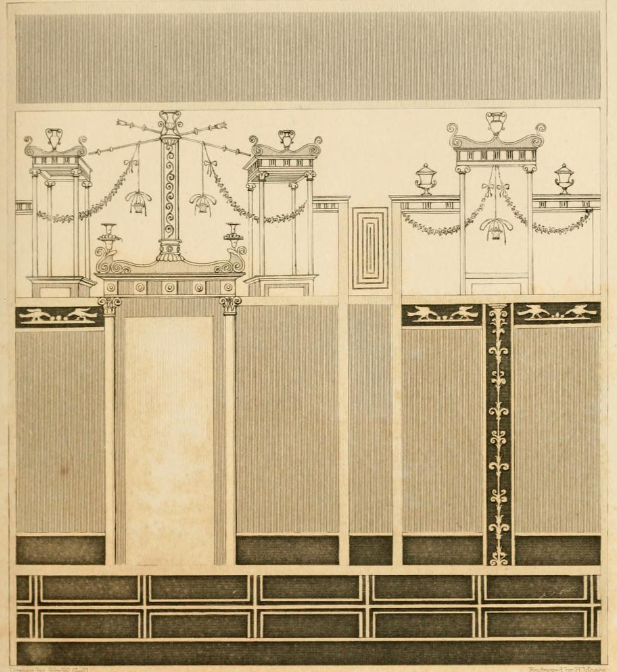
Wandmalerei, in Raum beim Atrium
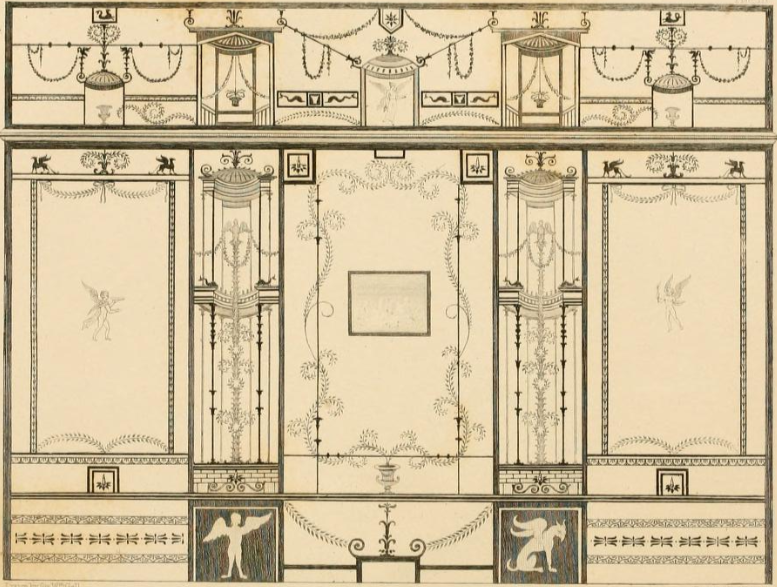
Wandmalerei, in Raum beim Atrium